# 2535 Hämeenlinna
2535 Hämeenlinna è un asteroide della fascia principale. Scoperto nel 1939, presenta un'orbita caratterizzata da un semiasse maggiore pari a 2,2397115 au e da un'eccentricità di 0,0799857, inclinata di 3,42835° rispetto all'eclittica.
L'asteroide è dedicato all'omonima città finlandese.
Nel 2016 ne è stata ipotizzata la probabile natura binaria, senza tuttavia assegnare un nome pur provvisorio al satellite. Le due componenti del sistema, distanti tra loro 19 km, avrebbero dimensioni di circa 9,2 e 2 km. Il satellite orbiterebbe attorno al corpo principale in 21,23 ore.